# Sigchos
Sigchos – miasto w Ekwadorze, w prowincji Chimborazo, siedziba kontonu Sigchos.